# Меховець
Меховець (пол. Mechowiec) — село в Польщі, у гміні Дзіковець Кольбушовського повіту Підкарпатського воєводства.
Населення — 676 осіб (2011).
У 1975-1998 роках село належало до .

## Демографія
Демографічна структура станом на 31 березня 2011 року:
|          | Загалом | Допрацездатний вік | Працездатний вік | Постпрацездатний вік |
| -------- | ------- | ------------------ | ---------------- | -------------------- |
| Чоловіки | 346     | 85                 | 232              | 29                   |
| Жінки    | 330     | 84                 | 185              | 61                   |
| Разом    | 676     | 169                | 417              | 90                   |